# Skara (comuna)
Skara (em sueco: Skara;  PRONÚNCIA) ou Escara é uma comuna da Suécia, localizada no leste do condado da Västra Götaland, em plena planície da Västergötland, entre os lagos Vättern e Vänern. 
Sua capital é a cidade de Skara. 
Possui 429 quilômetros quadrados e segundo censo de 2020, havia  18 695 habitantes. 

## Património turístico
Alguns pontos turísticos mais procurados atualmente são:

- Catedral de Skara - Catedral em Skara, fundada no século XI
- Parque de Skara Sommarland - Parque de diversões a 8 quilômetros de Skara
- Convento de Varnhem – Convento cisterciense do século XII
- Museu da Västergötland – Museu regional dedicado a história dos últimos 10 000 anos
- Lago Hornborgasjön – Reserva natural de passagem de aves migratórias, a 15 km de Skara.